# Антигона Македонская
Антигона (др.-греч. Ἀντιγόνη) — македонская аристократка IV века до н. э.
Антигона родилась в семье Кассандра, который был братом одного из наиболее влиятельных военачальников при дворе македонских царей Филиппа II и Александра Македонского Антипатра. Девушку выдали замуж за аристократа из верхнемакедонской области Эордеи Магаса. 
От брака с Магасом у Антигоны в 340-х годах до н. э. родилась дочь Береника, которая впоследствии стала наиболее влиятельной супругой царя Египта Птолемея I Сотера. Впоследствии Беренику пытались представить единокровной сестрой Птолемея, а её мать Антигону женой Лага. Таким образом Птолемеи стремились обосновать закрепившуюся в их роде традицию близкородственных браков между братьями и сёстрами возведя её к основателю династии. Это мнение о тождественности Магаса и Лага отображено в одном из схолиев к XVII идиллии Феокрита, однако оно не находит признания у современных историков.